# 陳大喜
陳 大喜（ちん だいき、Chen Daxi、? - 1865年?）は、清末の捻軍の乱の指導者の一人。
河南省汝寧出身。1860年、張鳳林らとともに群衆を率いて蜂起した。翌年には率いる軍は数万に達し、汝寧・新蔡・上蔡・沈丘・確山・項城・息県などで活動した。陳大喜は蜂起軍を五大旗に分け、自らは弟の陳文同とともに白旗を率い、張鳳林が黄旗、王殿書が藍旗、商保泰が黒旗、史広布が紅旗を率いた。しかし1862年、張曜率いる清軍に敗北すると、余党を率いて、捻軍の張宗禹・太平天国の頼文光と連合した。その後は湖北省・河南省・山東省で活動したが、1865年以降の動向は不明である。一説によれば、山東省で戦死したという。